# Myodocopa
Myodocopa is een onderklasse van kreeftachtigen binnen de stam van de Arthropoda (Geleedpotigen).
Traditioneel zijn de Myodocopa en Podocopa geclassificeerd als subklassen binnen de klasse Ostracoda (mosselkreeftjes), hoewel er enige twijfel bestaat over hoe nauw verwant de twee groepen eigenlijk zijn. De Myodocopa worden gedefinieerd door het bezit van een slecht verkalkte schaal. De ventrale rand van het schild is niet concaaf en de kleppen overlappen elkaar niet voor een groot deel.
Hoewel het schild van Myodocopa slecht verkalkt is, zijn sommige fossielen bekend om de groep. (Daarentegen zijn duizenden fossiele soorten genoemd naar de Podocopa). Van bijzonder belang zijn die fossielen waarvoor de interne lichaamsdelen (en niet alleen het schild) bewaard zijn gebleven. Dit geeft veel meer informatie over de waarschijnlijke verwanten van de fossiele taxa, met inbegrip van verwanten die nu nog in leven zijn. Twee recente fossielen van veel belang zijn gevonden uit Silurische afzettingen (gedateerd op 425 miljoen jaar geleden). Deze fossielen hebben goed bewaarde interne lichaamsdelen.

## Orden
- Halocyprida
- Myodocopida